# CCP Games
CCP Games (англ. Crowd Control Productions) — фірма, що розробляє відеоігри. Розташовується в Рейк'явіку, Ісландія. CCP Games також має офіси у різних частинах світу. 
У вересні 2018 року CCP Games була придбана корейською компанією Pearl Abyss, розробником відеогри Black Desert, за нерозкриту суму коштів. 

## Історія
CCP Games була заснована в червні 1997 року Рейніром Хардарсоном, Торулфуром Беком Крістійонсоном та Іваром Крістіанссоном з метою створення MMORPG. Назва «CCP» скорочується від «Crowd Control Productions». Щоб профінансувати початкову розробку Eve Online, CCP Games розробила та випустила настільну гру під назвою Hættuspil («Гра на небезпеку»). Гра була продана тиражем понад 10 000 копій 80 000 домогосподарств Ісландії. У квітні 2000 року компанія з Сігурдуром Арнльоцсоном на посаді генерального директора залучила 2,6 мільйона доларів через закриту пропозицію, організовану Kaupthing Bank, від приватних інвесторів в Ісландії, включаючи ісландську телефонну компанію Síminn. Він працював у компанії з 1999 по 2002 рік, протягом цього часу компанія зібрала два раунди фінансування та уклала контракт з видавцем Simon & Schuster. Приблизно половина з початкових 21 співробітника була з ісландської дотком-компанії OZ Interactive.

### Придбання компанією Pearl Abyss (2018 – дотепер)
Pearl Abyss, південнокорейський видавець Black Desert Online, оголосив 6 вересня 2018 року, що вони погодилися придбати CCP Games приблизно за 425 мільйонів доларів США. Студії розробки CCP у Рейк'явіку, Лондоні та Шанхаї продовжуватимуться під керівництвом CCP Games, тоді як видавничі та маркетингові функції CCP будуть інтегровані з Pearl Abyss. Угода була закрита 12 жовтня. На той час CCP Games мала 250 співробітників у трьох студіях розробки.

## Продукти
Ісландська студія CCP останнім часом займається розробкою та доопрацюванням комп'ютерної гри MMORPG Eve online, що вийшла в травні 2003 року. Шанхайська студія CCP останнім часом займається розробкою MMOFPS Dust 514. 